# Dioscorea kerrii
Dioscorea kerrii är en enhjärtbladig växtart som beskrevs av David Prain och Isaac Henry Burkill. Dioscorea kerrii ingår i släktet Dioscorea och familjen Dioscoreaceae. Inga underarter finns listade i Catalogue of Life.